# 卡桑德拉·布拉德特
卡桑德拉·布拉德特（英語：Kasandra Bradette，1989年10月10日—），加拿大女子短道速滑运动员，2016年世界短道速滑锦标赛女子3000米接力银牌得主和女子1000米铜牌得主、2018年世界短道速滑锦标赛女子3000米接力铜牌得主、2019年世界短道速滑锦标赛女子3000米接力铜牌得主。